# Agrostis perarta
Agrostis perarta é uma espécie de gramínea do gênero Agrostis, pertencente à família Poaceae.